# Knock at the Cabin
Pour plus de détails, voir Fiche technique et Distribution.
Knock at the Cabin ou La cabane isolée au Québec est un film américain réalisé par M. Night Shyamalan et sorti en 2023.
Il s'agit de l'adaptation du roman La Cabane aux confins du monde (The Cabin at the End of the World) de Paul G. Tremblay, publié en 2018.
Andrew et Eric partent en vacances avec leur fille adoptive, Wen. Alors que la famille séjourne dans un chalet en forêt, elle est prise en otage par quatre étrangers qui exigent qu'elle fasse un choix crucial pour éviter l'Apocalypse.

## Synopsis
Eric et Andrew partent en vacances avec leur petite fille, Wen, dans un chalet reculé de Pennsylvanie. Peu de temps après leur arrivée, Wen est abordée par un homme, Leonard, qui lui explique qu'elle et ses parents doivent l'aider à sauver le monde. D'abord amusée, Wen court prévenir ses papas en voyant que trois autres inconnus, armés viennent dans leur direction. Les quatre étrangers entrent dans le chalet, provoquent une commotion cérébrale à Eric et attachent les deux adultes.
Léonard et ses acolytes, Sabrina, Adriane et Redmond prétendent ne s'être jamais rencontrés auparavant et ne pas leur vouloir de mal. Tous ont été attirés par des visions et une force inconnue pour trouver la famille. Le groupe prétend que l'Apocalypse est imminente sauf si l'un des membres de leur famille se sacrifie. S'ils le font, l'Apocalypse s'arrêtera, dans le cas contraire, ils seront les seuls survivants.
Eric et Andrew, croyant qu'ils sont fous, refusent et Redmond est tué par ses compagnons pour leur prouver leurs dires. Eric, via sa commotion, voit un visage de lumière avant que l'homme ne meure. À la télévision, les médias montrent des images de tsunamis et Léonard déclare que l'Apocalypse a commencé. Cela ne convainc toujours pas le couple notamment Andrew qui reconnait Redmond comme étant Rory O'Bannon, un homophobe, qui l'avait agressé dans un bar, menant à l'incarcération de Rory. Pensant qu'il cherchait à se venger depuis tout ce temps, cela ne change rien au projet du groupe qui leur explique que la mort de Redmond a déclenché le premier cataclysme. Le lendemain, n'ayant toujours pas fait de choix, Léonard et Sabrina tuent Adriane. Après les tsunamis, un virus mortel se répand à travers le monde.
Andrew récuse ces images, parlant de coïncidences et que leurs agresseurs savaient que ces informations seraient diffusées. Sabrina tente encore une fois de les convaincre qu'ils ne se connaissaient pas avant leurs visions et qu'ils se sont trouvés via Internet. Andrew réussit à s'échapper, prend son pistolet laissé dans leur voiture et tire sur Sabrina qui bat en retraite. Prouvant à Léonard que Redmond est bien Rory, Andrew propose à sa famille de s'échapper via la camionnette des quatre fous. Léonard est enfermé dans la salle de bain et Sabrina est tuée en tentant de les attaquer mais leur tentative d'évasion échoue via un piège de Léonard qui réussit à se libérer.
À son tour, Sabrina est sacrifiée provoquant le crash d'avions partout sur le globe. Léonard décide donc de se suicider pour les forcer à choisir et les prévient qu'ils n'auront que quelques minutes pour se décider. Le colosse mort, le ciel s'obscurcit amplifiant encore plus les phénomènes. Devant la réalité des choses, Eric croit en leur thèse et qu'il s'agirait des Quatre Cavaliers de L'Apocalypse. Ayant eu une vision d'Andrew et de leur fille adulte lors de la mort de Redmond, Eric se sacrifie. Eric leur explique que leur famille fut choisie parce que leur amour était pur. Andrew lui tire dessus à contrecœur provoquant le supposé arrêt des cataclysmes.
Andrew et Wen trouvent la camionnette de leurs agresseurs prouvant bien qui ils étaient. Dans un diner, les médias expliquent que les phénomènes se sont subitement arrêtés. De retour dans le véhicule, Andrew met la radio, qui joue la chanson qu'Eric chantonnait alors qu'ils se rendaient au chalet.

## Fiche technique
Sauf indication contraire, les informations mentionnées dans cette section peuvent être confirmées par la base de données cinématographiques IMDb,  présente dans la section « Liens externes ».
- Titre original et français : Knock at the Cabin
- Titre québécois : La cabane isolée
- Réalisation : M. Night Shyamalan
- Scénario : Steve Desmond, M. Night Shyamalan et Michael Sherman, d'après le roman The Cabin at the End of the World de Paul G. Tremblay
- Musique : Herdís Stefánsdóttir
- Direction artistique : Dave Kellom
- Décors : Naaman Marshall
- Costumes : Caroline Duncan
- Photographie : Jarin Blaschke et Lowell A. Meyer
- Montage : Noemi Katharina Preiswerk
- Production : Marc Bienstock, Ashwin Rajan et M. Night Shyamalan
- Production déléguée : Steven Schneider
- Société de production : Blinding Edge Pictures
- Société de distribution : Universal Pictures
- Budget : 20 millions de dollars
- Pays de production :  États-Unis
- Langue originale : anglais
- Format : couleur
- Genre : thriller, horreur
- Durée : 100 minutes
- Dates de sortie[1] : 
  - France : 1er février 2023
  - États-Unis : 3 février 2023
- Classification :
  - États-Unis : R (interdit aux moins de 17 ans non accompagnées)
  - France : Interdit aux moins de 12 ans

## Distribution
- Dave Bautista (VF : Serge Biavan ; VQ : Blaise Tardif) : Leonard
- Jonathan Groff (VF : Alexandre Gillet ; VQ : Gabriel Lessard) : Eric
- Ben Aldridge (VF : Yoann Sover ; VQ : Jean-Philippe Baril Guérard) : Andrew
- Nikki Amuka-Bird (VF : Annie Milon ; VQ : Sofia Blondin) : Sabrina
- Abby Quinn (VF : Leslie Lipkins ; VQ : Rachel Graton) : Adriane
- Kristen Cui (VF : Lisa Caruso ; VQ : Emma Bao Linh Tourné) : Wen
- Rupert Grint (VF : Olivier Martret ; VQ : Xavier Dolan) : Redmond / Rory O'Bannon
- M. Night Shyamalan : l'animateur du télé-achat (caméo)

## Production

### Genèse et développement
En septembre 2019, il est annoncé qu'Universal Pictures va distribuer les deux prochains films de M. Night Shyamalan. En juillet 2021, le premier de ces deux films sort en salles : Old. En interview pour la promotion de Old, le réalisateur indique travailler sur son prochain scénario adapté d'un roman, dont il a eu les droits. Il explique alors en être à la moitié de la première ébauche. Il avoue que ce scénario a été le plus rapide qu'il ait écrit dans sa carrière.
En octobre 2021, le titre du film est dévoilé : Knock at the Cabin. En décembre de la même année, des rumeurs sur un tournage en unique plan-séquence sont démenties par les représentants du cinéaste.

### Attribution des rôles
En décembre 2021, Dave Bautista est annoncé,. M. Night Shyamalan explique que c'est sa prestation dans Blade Runner 2049 qui l'a convaincu. Début 2022, Rupert Grint, Nikki Amuka-Bird, Ben Aldridge et Jonathan Groff rejoignent eux aussi la distribution,.

### Tournage
Le tournage débute le 19 avril 2022 dans le comté de Burlington, dans le New Jersey,, et s'achève presque deux mois plus tard, le 11 juin 2022.

## Accueil

### Critique
En France, le site Allociné propose une moyenne de 3,2⁄5, fondée sur 26 critiques de presse.

### Box-office
| Pays ou région    | Box-office      | Date d'arrêt du box-office | Nombre de semaines |
| ----------------- | --------------- | -------------------------- | ------------------ |
| États-Unis Canada | 35 397 980 $    | 16 mars 2023               | 6                  |
| France            | 212 461 entrées | 14 mars 2023               | 6                  |
| Total mondial     | 54 760 947 $    | -                          | -                  |